# Herzog Blaubarts Burg
Herzog Blaubarts Burg (ungarischer Originaltitel: A kékszakállú herceg vára; Op. 11, Sz 48, BB 62) ist eine 1911 von Béla Bartók komponierte Oper in einem Akt mit einem Libretto von Béla Balázs. Die Uraufführung fand am 24. Mai 1918 im Königlichen Opernhaus in Budapest statt.

## Handlung
Im Prolog stimmt ein Sprecher die Zuschauer auf die folgende Sagenerzählung ein: „Die Burg ist alt, alt ist auch die Sage, die von ihr geht. Hört zu nun, hört.“
Während dieser Worte öffnet sich der Vorhang, und die Bühne zeigt eine „mächtige runde gotische Halle“ mit einer Steiltreppe zu einer kleinen Eisentür. Rechts neben der Treppe befinden sich sieben große Türen. Ansonsten ist die Halle düster und leer und ähnelt einer Felsenhöhle. Plötzlich öffnet sich die Eisentür. In dem dadurch entstehenden „blendend hellen Viereck“ zeigen sich die Silhouetten von Judith und Blaubart. Judith ist dem Herzog in seine Burg gefolgt. Er gibt ihr noch eine Gelegenheit zur Umkehr – doch Judith ist fest entschlossen, bei ihm zu bleiben. Für ihn hat sie ihre Eltern, ihren Bruder und ihren Verlobten verlassen. Die Tür fällt hinter ihnen zu. Judith tastet sich langsam an der feuchten linken Mauer entlang, erschüttert über die Dunkelheit und Kälte in Blaubarts Burg. Sie fällt vor ihm nieder, küsst seine Hände und will das dunkle Gemäuer mit ihrer Liebe erhellen. Um den Tag hereinzulassen, sollen die sieben verschlossenen Türen geöffnet werden. Blaubart hat keine Einwände. Er gibt ihr den ersten Schlüssel.
Als Judith die erste Tür öffnet, fällt ein blutrot glühender langer Lichtstrahl durch die Öffnung auf den Hallenboden. Hinter der Tür erkennt Judith zu ihrem Entsetzen Blaubarts Folterkammer mit blutigen Wänden und verschiedenen Instrumenten. Sie fasst sich aber schnell, vergleicht das Leuchten mit einem „Lichtbach“, und fordert den Schlüssel zur zweiten Tür. Hinter dieser leuchtet es rötlichgelb. Es handelt sich um Blaubarts Waffenkammer mit blutverschmiertem Kriegsgerät. Tatsächlich wird es durch die Lichtstrahlen in der Burg heller, und Judith möchte nun auch die übrigen Türen öffnen. Blaubart gibt ihr zunächst drei Schlüssel. Sie darf schauen, aber nicht fragen. Sie zögert kurz, bevor sie nach einer Ermutigung durch Blaubart die dritte Tür „mit warmem, tiefen erzenen Klang“ öffnet und ein goldener Lichtstrahl heraustritt. Es ist die Schatzkammer voller Gold und Edelsteinen, die nun alle ihr gehören sollen. Sie wählt einige Juwelen, eine Krone und einen prächtigen Mantel aus und legt sie an die Türschwelle. Da entdeckt sie Blutflecken auf dem Geschmeide. Unruhig öffnet sie die vierte Tür, durch die es blaugrün leuchtet. Dahinter befindet sich der „verborgene Garten“ der Burg mit riesigen Blumen – doch auch die Rosenstämme und die Erde sind blutig. Judiths Frage, wer den Garten wässert, lässt Blaubart unbeantwortet, denn sie darf ihm keine Fragen stellen. Ungeduldig öffnet sie die fünfte Tür, durch die eine „strahlende Lichtflut“ eintritt und Judith für einen Moment blendet. Sie erkennt dahinter das große Land des Herzogs mit Wäldern, Flüssen und Bergen, ist aber irritiert durch eine Wolke, die „blutigen Schatten“ wirft. Das Innere der Burg selbst ist jetzt hell erleuchtet. Blaubart warnt Judith vor den letzten beiden Türen, aber sie besteht darauf, auch diese zu öffnen. Ein stiller Tränensee erscheint hinter der sechsten Tür. „Wie ein Schatten fliegt es durch die Halle“, und das Licht trübt sich wieder ein. Als Blaubart zumindest die letzte Tür verschlossen halten will, schmiegt sich Judith flehend an ihn. Blaubart umarmt sie und küsst sie lange. Voller Vorahnung fragt ihn Judith nach seinen früheren Liebschaften. Sie beharrt darauf, nun auch die siebte Tür zu öffnen und erhält schließlich den Schlüssel. Als sie langsam zur Tür geht und sie öffnet, fallen die fünfte und sechste Tür „mit leisem Seufzen“ zu. Es wird wieder dunkler. Durch die siebte Tür strömt silbernes Mondlicht herein, das ihre Gesichter beleuchtet. Heraus treten die drei früheren Frauen Blaubarts, mit Kronen und Juwelen geschmückt, als Verkörperungen der Tageszeiten Morgen, Mittag und Abend. Blaubart legt Judith die Krone, den Schmuck und den Mantel aus der Schatzkammer um. Sie muss als Nacht an die Seite ihrer Vorgängerinnen treten und ihnen hinter die siebte Tür folgen. Blaubart bleibt in der wieder dunkel gewordenen Burg zurück: „Und immer wird nun Nacht sein… Nacht… Nacht…“

## Gestaltung

### Libretto
Das Versmaß besteht fast vollständig aus trochäischen Tetrametern bzw. aus achtsilbigen Balladenversen.
Der Text zeichnet sich durch eine musikalische gedachte Dialoggestaltung aus, die der Librettist Béla Balázs von Maurice Maeterlinck erlernt hatte. Ähnlich wie im Werk Richard Wagners gibt es häufige Wort- und Phrasenrepetitionen und analog zu musikalischen Leitmotiven eingesetzte Metaphern.
Der dramaturgische Aufbau der Oper entspricht dem eines Sprechdramas. Die Introduktion, in der Judith in Blaubarts Burg eintrifft, ist dreiteilig. Der Hauptteil, in dem sie die sieben Türen öffnet, ist als Spannungsbogen ausgebildet, der bei den ersten vier Türen (Folterkammer/Waffenkammer und Schatzkammer/Garten) stufenweise wächst und den Höhepunkt bei der fünften Tür erreicht, bevor er während der beiden letzten Türen wieder abnimmt. Der Epilog schildert die finale Trennung der beiden Charaktere.

### Musik
Bei seiner Vertonung orientierte sich Bartók anders als die Sprache des Librettos nicht an Wagner, sondern eher am französischen Impressionismus. Auch seine Forschungsarbeiten an der osteuropäischen Volksmusik zur Entstehungszeit der Oper spielen eine Rolle. Folkloristische Elemente und zukunftsweisende Harmonik sind „organisch“ ineinander verwoben.
Das dramaturgische Konzept des Librettos spiegelt sich im genau festgelegten Farbenspiel der Szene (das im Gegensatz zum kargen Bühnenbild steht) und im Tonartensystem der Musik. Im Ganzen ergibt sich ein in kleinen Terzen absteigender Tonkreis mit der Abfolge Fis – Es – C – A – Fis. Zu Beginn herrscht strenge Pentatonik mit dem Fis als Grundton vor. Beim Öffnen der Waffenkammer erklingen Trompetenfanfaren in Es-Dur. Dieses kennzeichnet auch die Weitläufigkeit der Gärten hinter der vierten Tür. Zum dramaturgischen Höhepunkt bei der fünften Tür spielt das volle Orchester samt Orgel in strahlendem C-Dur, um das große Reich des Herzogs zu präsentieren. Der Tränensee hinter der sechsten Tür ist durch a-Moll gekennzeichnet, und Blaubarts Einsamkeit am Ende wieder in pentatonischem Fis.
Zu dieser auf dem Tritonus aufbauenden Grundstruktur kommen tonale Quintbeziehungen. Die Oper besitzt somit ein „polyfunktionales System“, wie es der Musikwissenschaftler József Ujfalussy nannte.
Jeder Raum besitzt durch Instrumentation und Thematik eigene kompositorische Merkmale. Bei der Folterkammer hinter der ersten Tür erklingen beispielsweise Xylophone und hohe Holzbläser, die schnelle Tonleitern vom Umfang eines Tritonus herauf- und herunterspielen. Bei der Waffenkammer sind es die schon erwähnten Trompeten. Zur anschließenden Warnung Blaubarts erklingt ein Hornsolo. Bei der Schatzkammer spielen glitzernde Harfen und Celesta in D-Dur.
Das immer wieder von Judith bemerkte Blut ist durch einen dissonanten „Leitklang“ mit Halbtonreibungen gekennzeichnet. Er erklingt zum ersten Mal zu Judiths Worten „Nass ist die Mauer! Blaubart!“ bei Judith Eintritt in die Burg, als sie sich in der Finsternis an den Wänden entlangtastet. In der Folge gewinnt er durch andere Instrumentierung und steigende Tonlagen zunehmend an Schärfe, bis die fünfte Tür erreicht ist. Anschließend wechselt er die Bedeutung und stellt nun Judiths Obsession dar.
Anders als die teilweise geradezu expressionistisch wirkende Orchestersprache behandelt Bartók die Gesangspartien weitgehend zurückhaltend. Sie erinnern eher an die Musik Claude Debussys. Die Phrasen sind meistens nur kurz. Die Melodien haben häufig einen absteigenden Charakter. Bei Bedarf verwendet Bartók jedoch auch ariose Gesangslinien anstelle des vorherrschenden Parlandos. Die Musik der beiden Personen ist unterschiedlich gestaltet. Der Herzog verwendet vorzugsweise volksliedhafte Pentatonik, während Judith reichhaltigere Musik mit chromatischen Wendungen und differenzierteren Rhythmen besitzt. Ihr ist auch das für Bartók typische Symbol des Weiblichen, der Dur-Septakkord der ersten Stufe, zugewiesen. Dessen Moll-Version findet sich auch in der schnellen Figurationen Tränensee-Bildes. Herzog Blaubarts Burg gilt als Wendepunkt in der Geschichte der ungarischen Oper, da hier erstmals der Gesangsstil speziell an den ungarischen Sprachrhythmus adaptiert ist.
Trotz des achtsilbigen Versmaßes des Librettos bevorzugt Bartók in seiner Vertonung 2/4- und 4/4-Takte.

### Orchester
Die Orchesterbesetzung der Oper enthält die folgenden Instrumente:
- Holzbläser: vier Flöten (4. auch 1. Piccolo, 3. auch 2. Piccolo), zwei Oboen, Englischhorn, drei Klarinetten (1. und 2. in A, B und Es, 3. in A und B, auch Bassklarinette in A und B), vier Fagotte (4. auch Kontrafagott)
- Blechbläser: vier Hörner, vier Trompeten, vier Posaunen, Basstuba
- Pauken, Schlagzeug: große Trommel, kleine Trommel, Tamtam, Becken, hängendes Becken, Tastenxylophon, Triangel
- Celesta, Orgel
- zwei Harfen
- Streicher: sechzehn Violinen 1, sechzehn Violinen 2, zwölf Bratschen, acht Violoncelli, acht Kontrabässe
- Bühnenmusik: vier Trompeten, vier Altposaunen

## Werkgeschichte

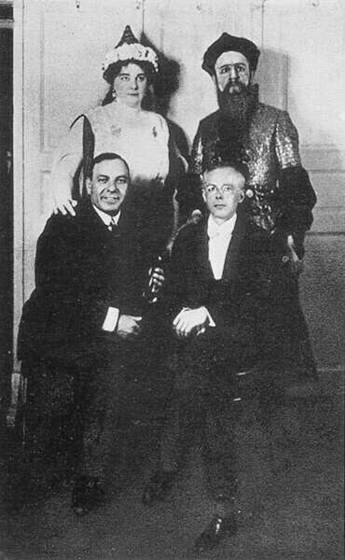
Olga Haselbeck (Judith), Oszkár Kálmán (Blaubart), Dezső Zádor (Regisseur) und Béla Bartók nach der Uraufführung 1918

Der Inhalt von Bartóks einziger Oper behandelt eine europaweit in vielen Versionen kursierende Sage. Charles Perrault verarbeitete sie 1697 in seinem Märchen Blaubart. Es folgten eine Reihe von literarischen und musikalischen Adaptionen. Opern- bzw. Operettenfassungen stammen beispielsweise von André-Ernest-Modeste Grétry (Raoul Barbe-bleue, 1789), Jacques Offenbach (Blaubart, 1866), Paul Dukas (Ariane et Barbe-Bleue, 1907) und Emil Nikolaus von Reznicek (Ritter Blaubart, 1920).
Als Libretto verwendete Bartók das symbolistische Drama Das Schloss des Prinzen Blaubart von Béla Balázs, dem ersten Teil von dessen Trilogie Misztériumok (Mysterien). Es ist von der Ariane et Barbe-Bleue seines Lehrers Maurice Maeterlincks inspiriert, weicht aber inhaltlich deutlich davon ab und betont vor allem die Tragik des Titelhelden und den Erlösungsgedanken. Balázs widmete diesen Text Bartók und dem Komponisten Zoltán Kodály und veröffentlichte ihn 1910. Bartók hörte ihn bei einer privaten Lesung in Kodálys Wohnung und stellte sofort fest, dass das von Balázs vorgelegte Programm, „aus dem Rohmaterial der Szekler Volksballaden moderne, intellektuelle innere Erlebnisse zu gestalten“ (Balázs), auch seinem eigenen kompositorischen Ziel entsprach, Volksmusik in moderne Kunstmusik zu integrieren. Kodály zeigte kein Interesse an einer Vertonung. Bartók jedoch übernahm den Text fast unverändert. Er widmete die Oper seiner ersten Frau, Márta Ziegler, und präsentierte sie bei einem Kompositionswettbewerb des Leopoldstädter Kasinos, das sie jedoch nicht für aufführbar hielt und abwies. Daraufhin ließ er den Text von Emma Kodály-Sandor ins Deutsche übersetzen, um eine Aufführung im Ausland zu ermöglichen. Diese Hoffnung erfüllte sich jedoch nicht. Erst nach der erfolgreichen Uraufführung seines Tanzspiels Der holzgeschnitzte Prinz im Jahr 1917 wurde auch eine Produktion von Herzog Blaubarts Burg möglich.
In der Zwischenzeit hatte Bartók das Werk auf Rat Kodálys bereits mehrfach überarbeitet. Änderungen betrafen vor allem die Melodien der Gesangsstimmen und den Schluss. In der ursprünglichen Fassung fehlten Blaubarts Schlussworte „Nacht bleibt es nun ewig“. Stattdessen wurde zwei Mal die pentatonische Melodie des Anfangs gespielt. Auch zwischen der Uraufführung und den Veröffentlichungen von Klavierauszug (1921) und Partitur (1925) und danach nahm Bartók Änderungen vor.
Bei der Uraufführung am 24. Mai 1918 im Königlichen Opernhaus in Budapest sangen Olga Haselbeck (Judith) und Oszkár Kálmán (Blaubart). Sprecher des Prologs war Imre Palló. Die musikalische Leitung hatte Egisto Tango. Für die Regie war Dezső Zádor verantwortlich. Das Werk wurde mit Bartóks im Vorjahr uraufgeführtem Tanzspiel Der holzgeschnitzte Prinz kombiniert. Die Aufführung war aufgrund der nationalstaatlichen Bedeutung des Werks ein großer Erfolg. Der zuvor vom Publikum abgelehnte Bartók war nun als Komponist anerkannt. Dennoch gab es in Budapest nur acht Aufführungen, bis das Werk 1936 wieder in den Spielplan genommen wurde.
Die deutsche Erstaufführung fand am 13. Mai 1922 in Frankfurt am Main statt. 1929 gab es eine Produktion in Berlin, 1938 in Florenz und 1948 in Zürich. Weitere bedeutende Produktionen waren:
- 1988: Amsterdam – Inszenierung: Herbert Wernicke; auch 1994 in Frankfurt; die Szene des zweiten Teils wurde als Umkehrung des ersten Teils gestaltet
- 1992: Leipzig – Inszenierung: Peter Konwitschny; Interpretation als „Szenen einer Ehe“
- 1995: Salzburg – Inszenierung: Robert Wilson
- 1997: Niederländische Reisoper – Inszenierung: George Tabori
- 2000: Hamburg – Inszenierung: Peter Konwitschny; Interpretation in einer im Müll erstickenden Welt

Die in den Klavierauszug- und Partiturausgaben von 1921/1925 genutzte deutsche Textfassung Wilhelm Zieglers wurde 1963 von Karl Heinz Füssl und Helmut Wagner überarbeitet.
1977 interpretierte Pina Bausch das Werk in Wuppertal als Tanzstück Blaubart zu einer „zergliederte[n] Tonbandaufnahme“, bei der das Tonbandgerät vom Hauptdarsteller bedient wurde.
Aufgrund der Kürze wird das Werk üblicherweise mit anderen Kurzopern oder ähnlichen Stücken wie Strawinskys Oedipus Rex oder Schönbergs Monodram Erwartung kombiniert. 2007 wurde es in Paris zusammen mit einer Orchesterfassung von Leoš Janáčeks Liederzyklus Tagebuch eines Verschollenen gespielt. Der Komponist Péter Eötvös konzipierte seine Oper Senza sangue ausdrücklich für eine Aufführung vor Herzog Blaubarts Burg.

## Verfilmungen
Die Oper wurde mehrmals verfilmt. Solche filmischen Adaptionen einer Oper, häufig als „Filmopern“ bezeichnet, sind von bloßen Dokumentationen einzelner Bühneninszenierungen zu unterscheiden.
- 1963: Eine deutschsprachige Verfilmung der Oper durch den Regisseur Michael Powell (Kamera: Hannes Staudinger) mit Norman Foster als Blaubart und Ana Raquel Satre als Judith wurde vom Süddeutschen Rundfunk produziert.[11]
- 1968: In der Sowjetunion wurde die Oper 1968 unter dem Titel Samok gerzoga Sinej Borody (Замок герцога Синей Бороды) in russischer Sprache und in Schwarz-Weiß verfilmt. Die Regie übernahm Witali Golowin, die musikalische Leitung Gennadi Roschdestwenski. Aleftina Jewdokimowa spielte die Judith (gesungen wurde sie von Nadeschda Poljakowa); die Rolle des Herzog Blaubarts wurde auf zwei Schauspieler aufgeteilt: Anatoli Werbizki spielte den jungen, Semjon Sokolowski den alten Herzog (es sang Jewgeni Kibkalo).[12]
- 1981: Unter der Regie von Miklós Szinetár zeigte das ungarische Fernsehen eine Filmadaption mit Sylvia Sass als Judith und Kolos Kovács als Blaubart. Das London Philharmonic Orchestra spielte unter Georg Solti.
- 1983: Die litauische Regisseurin Jadvyga Zinaida Janulevičiūtė verfilmte die Oper unter dem Titel Hercogo Mėlynbarzdžio pilis für das litauische Fernsehen. Die Hauptrollen sangen Gražina Apanavičiūtė (Judith) und Edvardas Kaniava (Blaubart).[13]
- 1988: Unter der Regie von Leslie Megahey produzierte die BBC eine TV-Verfilmung in ungarischer Sprache mit Elizabeth Laurence als Judith und Robert Lloyd als Blaubart.[14] Die musikalische Leitung übernahm der als Bartók-Experte bekannte ungarische Dirigent Ádám Fischer.
- 2005: Das ungarische Fernsehen zeigte 2005 eine Schwarz-Weiß-Filmversion der Oper von Regisseur Sándor Silló. Unter dem Dirigat von György Selmeczi sangen Klára Kolonits als Judith und István Kovács als Blaubart.

## Aufnahmen
Herzog Blaubarts Burg ist vielfach auf Tonträger erschienen. Operadis nennt 50 Aufnahmen im Zeitraum von 1950 bis 2009. Daher werden im Folgenden nur die in Fachzeitschriften, Opernführern oder Ähnlichem besonders ausgezeichneten oder aus anderen Gründen nachvollziehbar erwähnenswerten Aufnahmen aufgeführt.
- 17. April 1950 – Ernest Ansermet (Dirigent), Orchestre Lyrique de l’ORTF Paris.
 Lucien Lovano (Herzog Blaubart), Renée Doria (Judith).
 Live, konzertant aus Paris; französische Fassung.
 Älteste bekannte Aufnahme.
 Malibran 175 (1 CD), Cantus Classics 500779 (2 CDs).[16]:473
- 7./8. Oktober 1958 – Ferenc Fricsay (Dirigent), Rundfunk-Sinfonieorchester Berlin.
 Dietrich Fischer-Dieskau (Herzog Blaubart), Hertha Töpper (Judith).
 Studioaufnahme, ohne Prolog, gekürzt, deutsche Fassung von Wilhelm Ziegler.
 Csampai/Holland: „Diskographische Empfehlung“.[3]
 DG 457 756.[16]:480
- 1962 – Antal Doráti (Dirigent), London Symphony Orchestra.
 Mihály Székely (Herzog Blaubart), Olga Szőnyi (Judith).
 Studioaufnahme, ohne Prolog, ungarisch.
 Csampai/Holland: „Diskographische Empfehlung“.[3]
 Mercury 434 325.[16]:482
- November 1965 – István Kertész (Dirigent), London Symphony Orchestra.
 Walter Berry (Herzog Blaubart), Christa Ludwig (Judith).
 Studioaufnahme, ohne Prolog, ungarisch.
 Opernwelt-CD-Tipp: „Referenz-Aufnahme“.[5]
 Csampai/Holland: „Diskographische Empfehlung“.[3]
 Decca 466 377, Decca CD: 443 571 2, London LP: N.A., London MC: N.A.[16]:484
- Dezember 1993 – Pierre Boulez (Dirigent), Orchester der Chicago Lyric Opera.
 László Polgár (Herzog Blaubart), Jessye Norman (Judith).
 Studioaufnahme, vollständig.
 Grammy Award for Best Opera Recording 1999.[17]
 Deutsche Grammophon CD: 447 040-2.[16]:502
- 1.–4. Februar 1996 – Bernard Haitink (Dirigent), Berliner Philharmoniker.
 John Tomlinson (Herzog Blaubart), Anne Sofie von Otter (Judith).
 Live, konzertant aus Berlin, vollständig.
 Opernwelt-CD-Tipp: „künstlerisch wertvoll, DDD-Aufnahme“.[5]
 EMI CD: 5 56162 2.[16]:505
- 2002 – Iván Fischer (Dirigent), Budapest Festival Orchestra.
 László Polgár (Herzog Blaubart), Ildikó Komlósi (Judith).
 Studioaufnahme.
 Gramophone: „This recording is vivid and authoritative all the same.“[18]
 Philips 470 633-2 (1 SACD).[16]:507
- 2009 – Waleri Gergijew (Dirigent), London Symphony Orchestra.
 Willard White (Herzog Blaubart), Elena Zhidkova (Judith).
 Ungarisch mit englischem Prolog.
 Gramophone: „For the perfect introduction to Bartók’s Bluebeard look no further.“[19]
 LSO0685 (Hybrid SACD).